# Rudolph Schevill
Rudolph Schevill (* 18. Juni 1874 in Cincinnati, Ohio; † 17. Februar 1946 in Berkeley, Kalifornien) war ein US-amerikanischer Romanist und Hispanist deutscher Abstammung.

## Leben und Werk
Rudolph Schwill studierte an der Yale University (Abschluss 1896) sowie in Paris und Madrid. 1898 promovierte er an der Universität München mit der Arbeit August Wilhelm Schlegel und das Theater der Franzosen (München 1899). Seine US-amerikanische Universitätskarriere verlief wie folgt: Instructor für Deutsch und Französisch an der Bucknell University in Lewisburg, Pennsylvania, Instructor für Deutsch an der Sheffield Scientific School, Yale (1900–1901), Instructor für Französisch und Spanisch, dann Assistant Professor für Spanisch an der Yale University (1901–1910). In dieser Zeit wechselte er den Namen von Schwill in Schevill. 1910 ging er als Professor für Spanisch an die University of California in Berkeley, wo das Department of Romance Languages 1919 in mehrere Einzelsprachen aufgeteilt wurde und er das Spanish Department übernahm. Nach einem Herzinfarkt 1939 nahm er 1944 seinen Abschied.
Schevill war Mitglied der Acadèmia de Bones Lletres de Barcelona und der Real Academia de la Historia, sowie korrespondierendes Mitglied der Real Academia Española. 1918 wurde er in die American Academy of Arts and Sciences gewählt. 1943 war er Präsident der Modern Language Association.

## Weitere Werke
- (Hrsg.) D. Gaspar Núñez de Arce, El haz de leña, Boston 1903
- (Hrsg.) Pedro Antonio de Alarcón, El niño de la bola, New York 1903, 1931
- (Hrsg.) Juan Valera, El comendador Mendoza, New York 1905
- Ovid and the renascence in Spain, Berkeley 1913, Hildesheim 1971
- (Hrsg. mit Adolfo Bonilla [1875–1926]) Obras completas de Miguel de Cervantes Saavedra, 18 Bde., Madrid 1914–1941
- A first reader in Spanish, Boston 1917
- The dramatic art of Lope de Vega together with La dama boba, Berkeley 1918, New York 1964
- Cervantes, New York 1919, 1966
- (Hrsg.) Cervantes, Selection from his works, Boston 1928
- (mit Forrest Eugene Spencer) The Dramatic works of Luis Vélez de Guevara. Their plots, sources and bibliography, Berkeley 1937